# علیبگ
علیبگ (به انگلیسی: Alibag) یک منطقهٔ مسکونی در هند است که در مهاراشترا واقع شده‌است.

## خصوصیات
علیبگ ۱۹٬۴۹۱ نفر جمعیت دارد و ۰ متر بالاتر از سطح دریا واقع شده‌است.